# Hyophila crispula
Hyophila crispula är en bladmossart som beskrevs av Kyuichi Sakurai 1954. Hyophila crispula ingår i släktet Hyophila och familjen Pottiaceae. Inga underarter finns listade i Catalogue of Life.